# Kato Mikeladze
Kato Mikeladze (1878-1942) fou una activista feminista georgiana. El 1916 creà el Club de Dones de Kutaisi, des del qual el 1917 fundà el primer diari feminista del país: Veu de la dona georgiana.

## Trajectòria
Estudià primer a Moscou, i el 1906 es traslladà a Europa. Després de llicenciar-se en Ciències Socials i Polítiques per la Universitat de Brussel·les se n'anà a París, on va romandre fins al 1915, i entrà en contacte amb el moviment feminista d'Europa.
El 1916, de tornada a Geòrgia, creà el Club de Dones de Kutaisi amb l'objectiu d'unir dones de diferents classes i partits polítics en favor de la participació política. El 1917 el club publicà la revista Voice of Georgian Woman, que la mateixa Kato Mikeladze dirigia. Va publicar 50 números, d'abril de 1917 a setembre del 1918. Mikeladze i altres autores van escriure sobre la situació i les condicions en què vivien les dones, tot exigint drets polítics i civils per a elles i reflexionant sobre els fets polítics significatius.
El 1917-18 creà la xarxa regional de la Lliga de Dones, que aplegava dones de totes les zones de l'oest de Geòrgia.
El diari es va tancar durant la primera República de Geòrgia (1918-21) i l'època posterior del terror bolxevic va llançar les idees de Kato Mikeladze i altres lluitadors per la igualtat de sexes a la "paperera de la història", segons el règim considerades "perversions de la burgesia", denuncia la investigadora Aia Beraia.(1)

## Reconeixements i homenatges pòstums
El 2013 l'activista feminista i investigadora Tamta Melashvili publicà la biografia de Kato Mikeladze: Unknown Stories of Georgian Feminism.
El 2014 es presenta el documental Untold Herstories, una iniciativa del Grup de Feministes Independents secundada per l'Ambaixada Estoniana a Tiblisi sobre la història de les pioneres feministes georgianes del segle XIX: Barbara Jorjadze, Ekaterine Gabashvili i Kato Mikeladze. Tamta Melashvili n'escrigué el guió i va ser dirigit per Salome Sagaradze.
El 2017 se celebra el Festival Feminista de Kutaissi organitzat per la Women's Fund in Geòrgia (WFG) sobre les Veus de Dones Georgianes, amb motiu de la celebració del centenari de la publicació del primer diari feminista dirigit per Mikeladze i per recuperar la història feminista de Geòrgia.

### Premi Kato Mikeladze
El 2013 la fundació Women's Fund in Geòrgia instaurà el Premi Kato Mikelaze en memòria seua. La primera guanyadora del premi fou l'activista Eka Agdgomelashvil. El 2014 el premi, secundat per l'Ambaixada d'Holanda i ONU Dones a Geòrgia li l'atorgaren a Marina Tabukashvili, directora general de TASO Fund.